# 정의동
정의동(鄭義東, 1948년 4월 25일 대구광역시 ~ )은 대한민국의 경제관료이자 금융인, 기업인이다.

## 학력
- 경북고등학교
- 서울대학교 경제학과 경제학 학사
- 밴더빌트 대학교 대학원 경제학 석사

## 경력
- 제12회 행정고시 합격
- 재무부 국제금융과장
- 재정경제부 뉴욕주재 재경관
- 재정경제원 공보관
- 재정경제부 국고국 국장
- 코스닥 위원회 위원장
- 골든브릿지 회장
- 증권예탁결제원 사장
- 브릿지증권 대표이사 회장
- 동부증권 사외이사

## 참고 자료
- 정의동 네이버 인물검색